# Jiří Malík (ochránce přírody)
Jiří Malík (* 1962 Opočno) je český aktivista ochránce přírody, ekolog, horolezec a vegetarián. Specializuje se na ochranu vodního režimu krajiny (jako adaptaci ČR/EU na klima), zvířat (sokolů, vlků) v české krajině, těžbu břidlicových plynů v Česku a Rakousku a další ekologická témata.

## Činnost
Malíkovy počátky práce v nevládním sektoru spadají do roku 1987. Působil v lokálním ekologickém hnutí Ekona Náchod, které vystupovalo proti komunistickému režimu v zájmu ochrany zdraví a přírody.
Poté pracoval jako dobrovolník desetiletí v Hnutí DUHA, kde vedl několik let národní kampaň za záchranu ozonosféry. Je autorem prvního zákona na ochranu ozonosféry v ČR. Poté inicioval založení Koalice STOP HF na záchranu vody v ČR před hydraulickým štěpením břidlicových plynů, za což byl jedním z nominantů na Cenu Josefa Vavrouška v r. 2012 (https://www.cenajosefavavrouska.cz/Nominace/2012/Jiri-Malik).
Se Sdružením za šetrnou dopravu koncem 90. let 20. století inicioval záchranu téměř 3000 km železnic v Česku před zrušením a snažil se 10 let marně zachránit vzácné mokřadní systémy s řadou botanicky ohrožených druhů (stará říční ramena) před zastavěním dálnicí D11 u národní přírodní rezervace Libický luh ve východních Čechách v nivě Labe.
Spolek Živá voda (zivavoda.biz), jehož je předsedou od jeho založení v r. 2005, má za hlavní cíle zvýšení zádrže vody v krajině. Malík je autorem komplexní brožury popisující nutnost změny české krajiny "Zádrž vody v celé ploše povodí - Zdoňovsko" (zivavoda.biz/brozura) a spoluautorem Modelu Zdoňov a Modelu Křinice - dvou studií proveditelnosti jako návrhu pilotního řešení adaptace ČR/EU na klima (mj. zde: http://zivavoda.biz/ziva-voda-uspesne-s-modelem-zdonov-a-modelem-krinice-v-senatu/).
Z těchto studií proveditelnosti následně vznikla univerzálně replikovatelná metodika adaptace krajiny na klimatickou změnu, kterou jeho autoři Jiří Malík a Lukáš Panny nazvali souhrnně Model Živá krajina. 
V roce 2022 vznikl filmový dokument o Modelu Živá krajina jako nástroji adaptace krajiny na klimatickou změnu.